# Synanthedon moupinicola
Synanthedon moupinicola is een vlinder uit de familie wespvlinders (Sesiidae), onderfamilie Sesiinae.
Synanthedon moupinicola is voor het eerst wetenschappelijk beschreven door Strand in 1925. De soort komt voor in het Palearctisch gebied.